# مایرید ماگوایر
مایرید ماگوایر (به انگلیسی: Mairead Maguire)(زاده ۲۷ ژانویه ۱۹۴۴ در بلفاست ایرلند شمالی) فعال مدنی، نویسنده و مستندساز است.
وی به دلیل تلاش‌های مشترکش با بتی ویلیامز در راستای حل درگیری‌های سیاسی ـ قومی ایرلند شمالی در سال ۱۹۷۶ جایزه صلح نوبل را دریافت کرد. او به همراه بتی ویلیامز (برنده جایزه نوبل) و و سیاران مک کئون، زنان برای صلح را که بعداً به انجمن مردمی صلح تبدیل شد، تأسیس کردند. همچنین تظاهرات‌های بزرگی در جهت برقراری صلح در ایرلند شمالی برگزار کردند که هدف آن مقابله با تمامی فناوری‌های گسترش خشونت بود.
در سال‌های اخیر، او سیاست دولت اسرائیل نسبت به غزه به ویژه محاصره دریایی آن را مورد انتقاد قرار داده‌است.

## انتقاد از اسراییل به دلیل ساختن بمب اتمی
در یک کنفرانس مطبوعاتی مشترک با مردخای وانونو در اورشلیم در دسامبر ۲۰۰۴، مگوایر سلاح‌های هسته‌ای اسرائیل را با اتاق‌های گاز در آشویتس نازی مقایسه کرد. او گفت سلاح‌های هسته‌ای تنها اتاق‌های گاز پیشرفته هستند … و شما مردمی که قبلاً با اتاق‌های گاز آشنا شده‌اید چطور می‌توانید به ساختن اتاق‌های گاز پیشرفته حتی فکر کنید."

## دفاع از فلسطین
مگوایر در یک سخنرانی در سال ۲۰۰۷ گفت که دیوار حائل اسرائیل «یک بنای تاریخی ترسناک و یک سیاست شکست خورده‌است» و «برای بسیاری از فلسطینیان زندگی روزمره بسیار سخت است، این در واقع یک مقاومت است». او «کار الهام بخش جنبش اتحاد جهانی» را ستود و ادای احترام کرد به یاد «ریچل کوری که زندگی خود را در اعتراض به تخریب خانه‌های فلسطینی توسط ارتش اسرائیل از دست داد»

## فعالیت‌ها
- عضو هیئت ژوری دادگاه راسل در مورد فلسطین
- نایب رئیس حرکت زنان برنده جایزه صلح نوبل

## دستگیری و زندان
وی به دلیل مواضع صلح طلبانه و انتقاد از سیاست‌های آمریکا تاکنون دو بار توسط دولت ایالات متحده دستگیر و بازداشت شده‌است.

## حضور در ایران
وی در فروردین ماه ۱۳۹۳ همراه با کاروان صلح در ایران حضور یافت.

## آثار
- دیدگاه صلح؛ ایمان و آرزو در ایرلند شمالی